# Quan khâm sai
Quan khâm sai (tiếng Nga: Ревизор, tiếng Ukraina: Ревізор) là một vở kịch trào phúng của tác giả Nikolay Gogol, được xuất bản lần đầu vào năm 1836.

## Lịch sử
Nikolay Vasilyevich Gogol khởi soạn Quan khâm sai vào mùa thu năm 1835 và mất khoảng 6 tháng để hoàn thành. Với giọng văn mỉa mai, châm biếm, cũng giống như trong phần lớn các tác phẩm của ông, đã tạo ra khá nhiều cuộc tranh luận, và sau đó Nikolay Gogol đã phải trốn sang Roma một thời gian.

## Nội dung
Vở kịch dựa theo một số gợi ý của Aleksandr Sergeyevich Pushkin: Một công chức viên nhỏ lang thang đến một thị trấn miền Nam rồi bị tưởng nhầm là quan thanh tra từ thủ đô Peterburg đi thị sát. Vốn là những kẻ tham nhũng, bọn quan chức ở đây lo sợ, tìm cách mua chuộc, hối lộ cho quan lớn.
Nhân dịp đó chúng tố cáo lẫn nhau, nói xấu nhau để tâng công. Tệ hơn nữa viên thị trưởng còn định lợi dụng cả vợ và con gái hòng leo cao hơn lên bậc thang danh vọng, chiếm một địa vị to hơn, vững hơn để áp bức, bóc lột dân chúng được nhiều hơn.

### Nhân vật
- Ivan Aleksandrovich Khlestakov - Công chức viên quèn ở Peterburg / "Khâm sai đại thần"
- Anton Antonovich Skvoznik-Dmukhanovsky - Thị trưởng
- Anna Andreyevna Skvoznik-Dmukhanoskaya - Phu nhân Thị trưởng
- Marya Antonovna Skvoznik-Dmukhanovskaya - Lệnh ái Thị trưởng
- Pyotr Ivanovich Dobchinsky, Pyotr Ivanovich Bobchinsky - Địa chủ
- Ammos Fyodorovich Lyapkin-Tyapkin - Chánh án quận
- Artemy Filippovich Zemlyanky - Viện trưởng Tế bần
- Ivan Kuzmich Shpekin - Bưu cục trưởng
- Luka Lukich Khlopov - nhà Kiểm học
- Khristian Ivanovich Gibner - Y sĩ quận
- Osip - Lão bộc của Khlestakov
- Ivanova - vợ góa một viên Trung sĩ
- Fevonya Poshlyopkina - vợ một anh thợ khóa
- Stepan Ilyich Ukhovertov - Tín sứ
- Abdulin' - Thương gia
- Mishka - Công chức viên

### Hình tượng

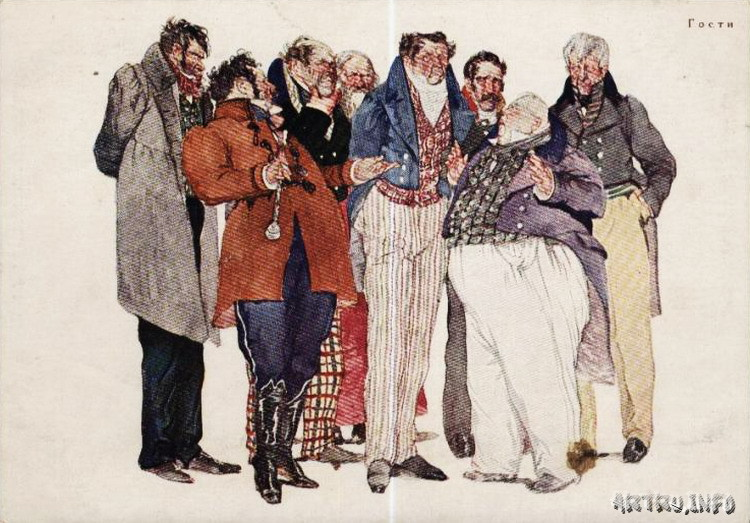
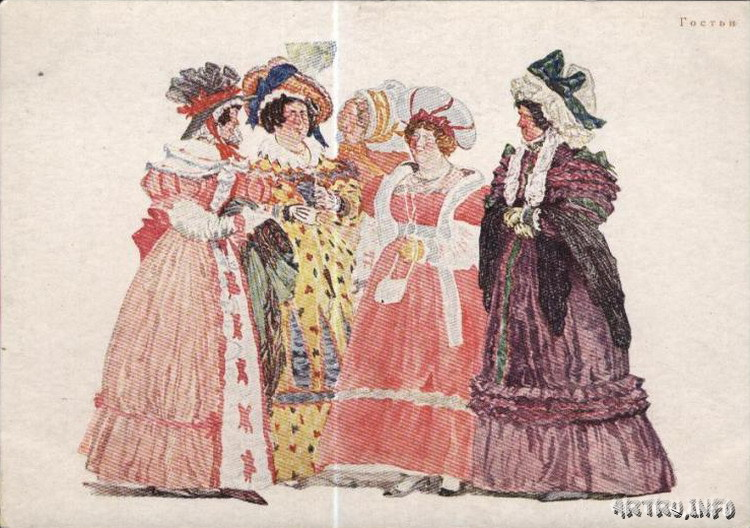
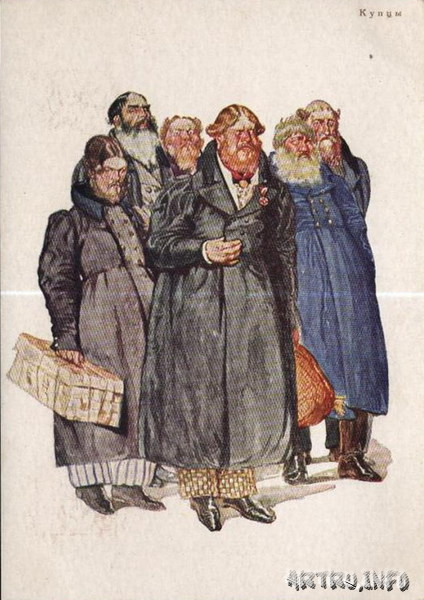
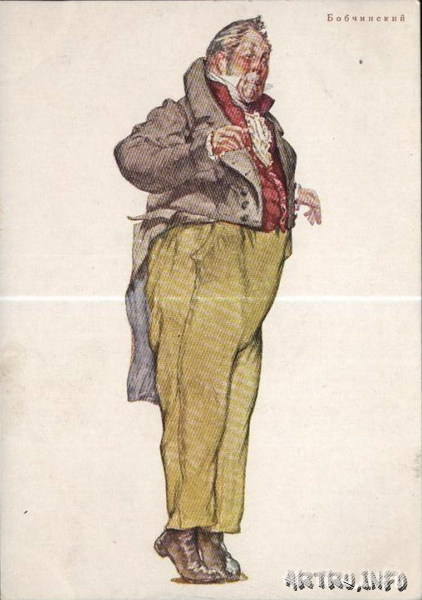
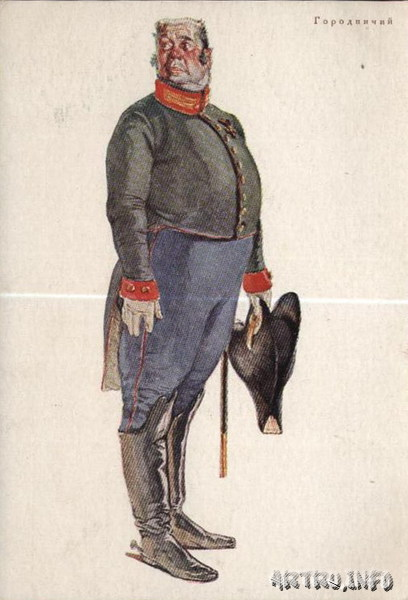
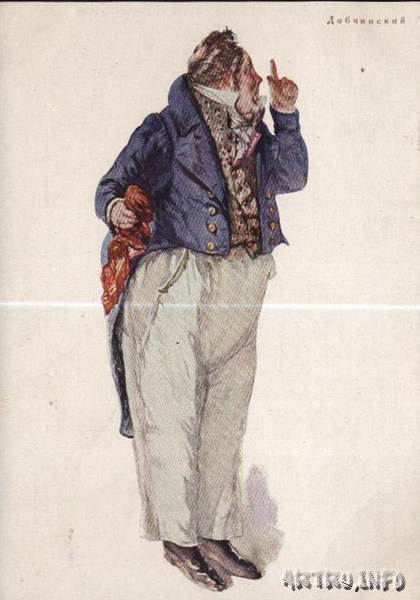
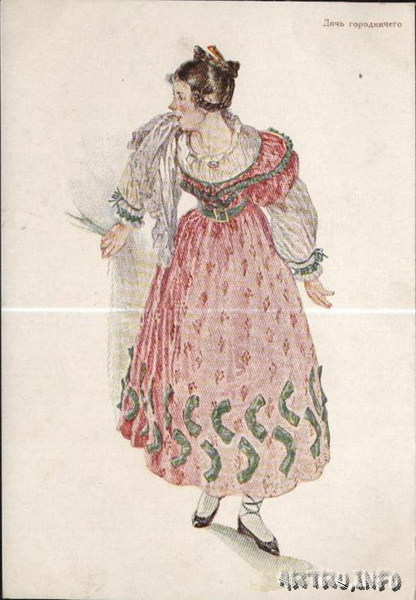
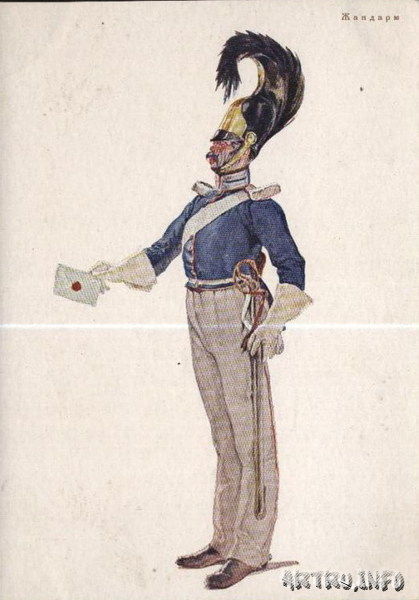
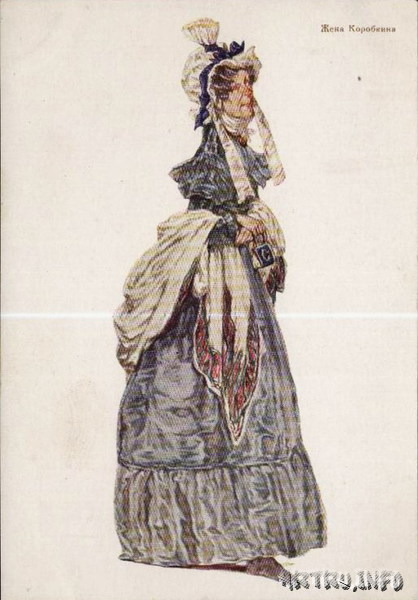
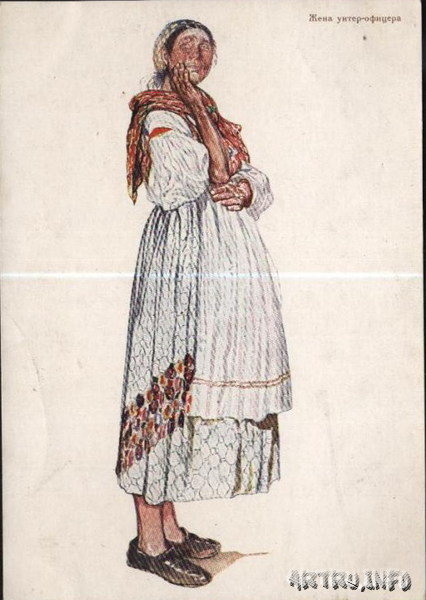
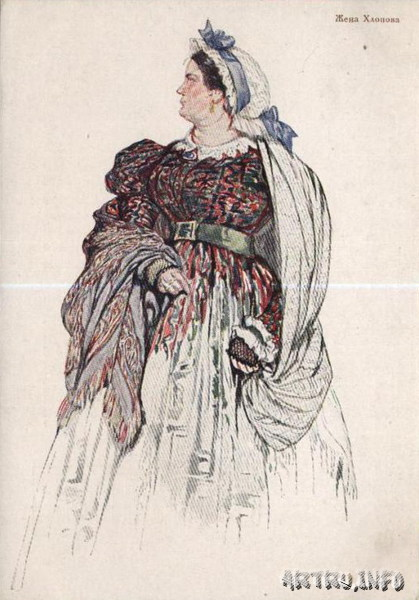
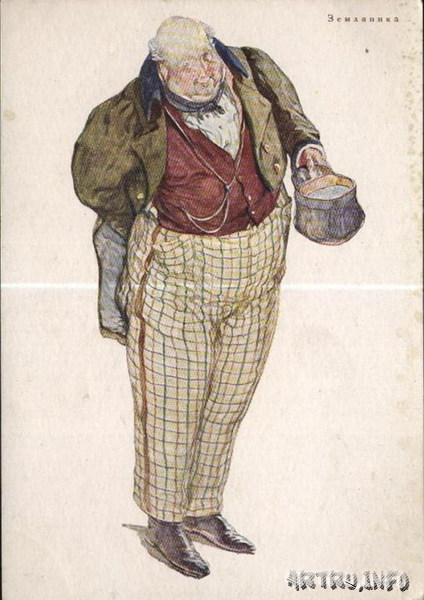
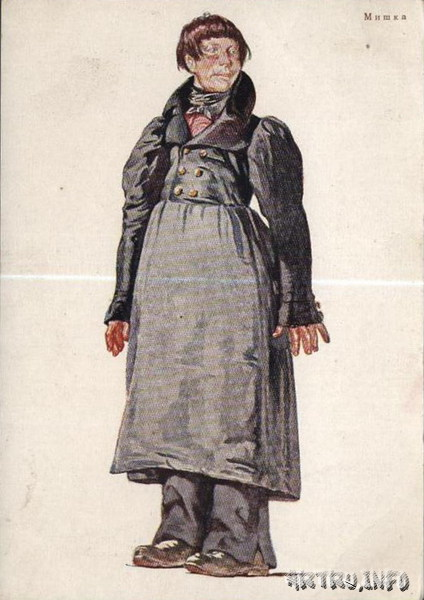
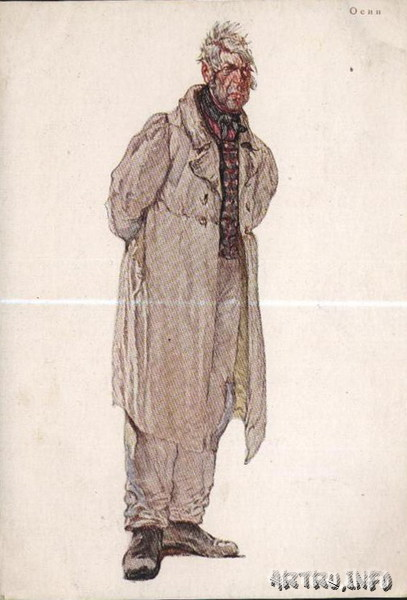
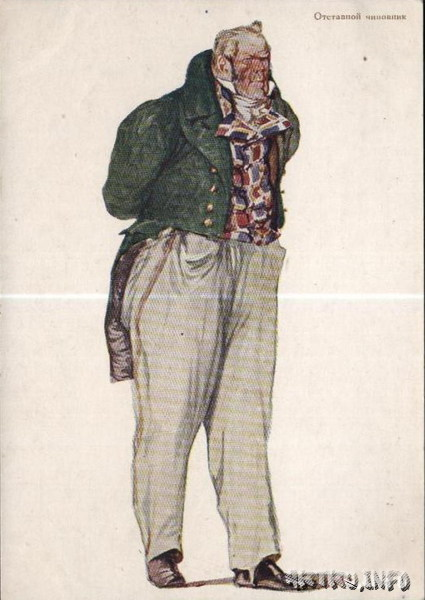
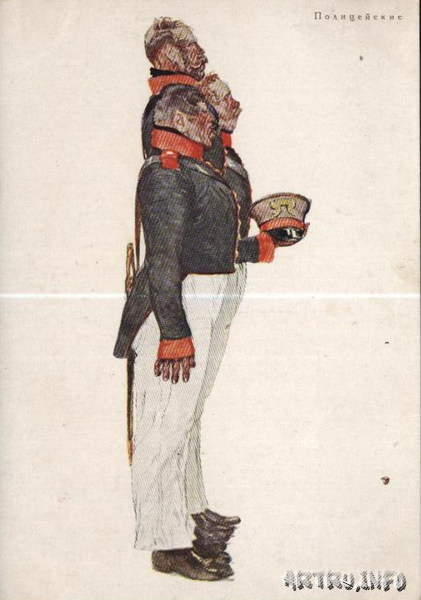
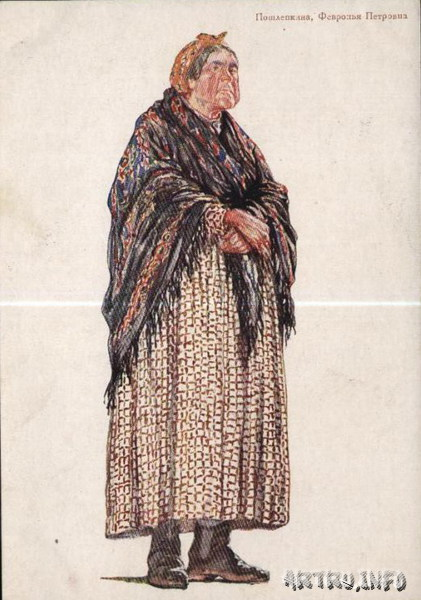
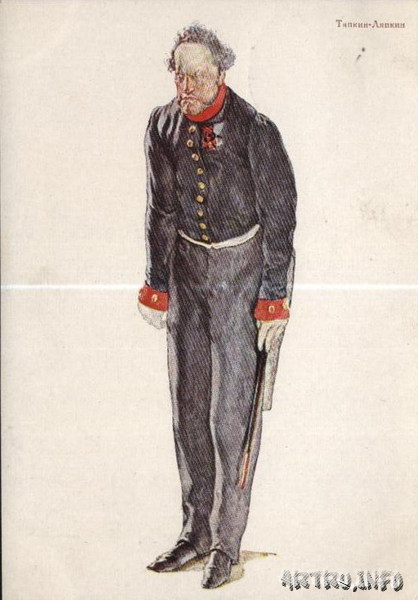
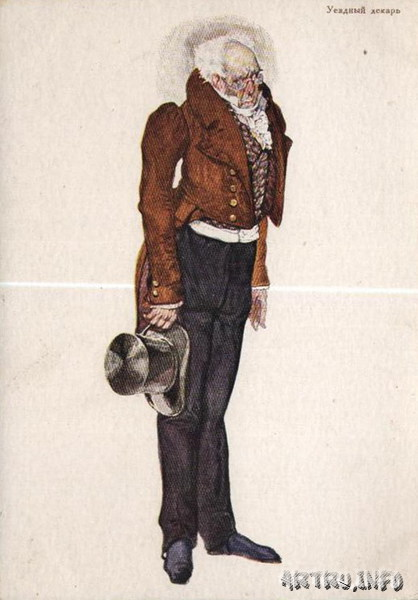
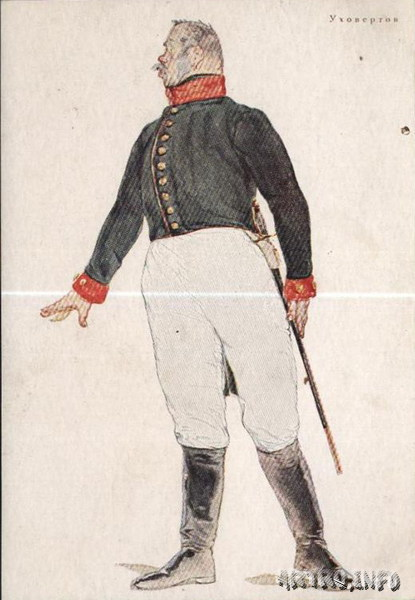
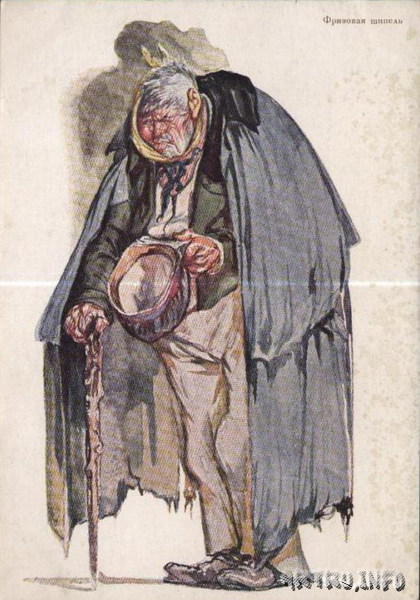
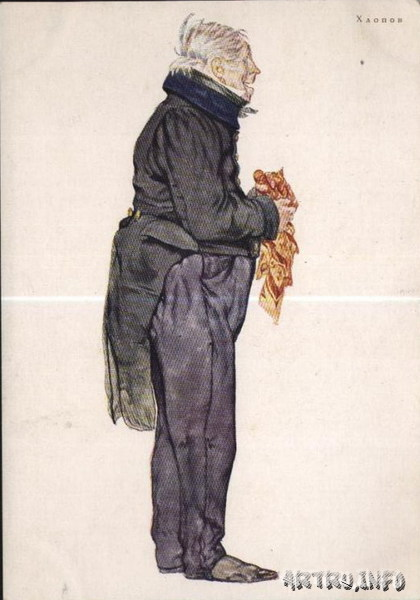
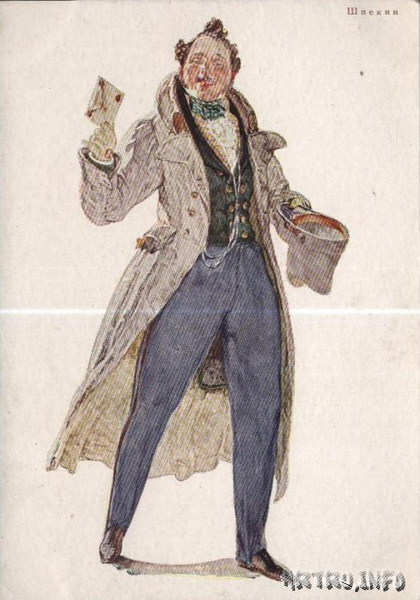

## Phong hóa

### Phê bình
Câu chuyện tuy xảy ra ở một vùng hẻo lánh, song với thiên tài khái quát tuyệt diệu của Gogol, Quan khâm sai đã vạch trần bộ máy quan chức cồng kềnh, mục nát của chế độ Sa hoàng, chúng hầu như gồm những phường trộm cướp trắng trợn không làm được việc gì có ích cả.

### Chuyển thể
- Quan khâm sai (phim, 1952)

## Liên kết

### Tư liệu
- Text of the play in Russian
- The Inspector-General tại Dự án Gutenberg English translation by Thomas Seltzer
- Soviet 1952 cinema version, watchable online and downloadable with Esperanto subtitles Lưu trữ ngày 23 tháng 12 năm 2007 tại Wayback Machine